# Coppa Italia Serie C 2001-2002
La Coppa Italia di Serie C 2001-2002 è stata la ventunesima edizione di quella che oggi si chiama Coppa Italia Lega Pro. Il vincitore è stato l'Albinoleffe, che si è aggiudicato il trofeo per la prima volta nella sua storia battendo il Livorno nella finale a doppia sfida.

## La formula
Vengono ammesse alla competizione tutte le squadre che risultano regolarmente iscritte ad un campionato di Serie C.
- Fase eliminatoria a gironi: vi partecipano le 80 squadre di Lega Pro Prima Divisione (ex Serie C1) e Lega Pro Seconda Divisione (ex Serie C2). Sono escluse da questa prima fase le 4 squadre retrocesse dalla B e le 6 che hanno perso i playoff (impegnate nella Coppa Italia di A e B). Le 80 squadre sono suddivise in 16 gironi di cinque squadre ciascuno. Si giocano partite di sola andata e vengono ammesse al turno successivo le prime classificate di ogni girone e le 6 migliori seconde.
- Fase ad eliminazione diretta: le 22 squadre qualificate e le 10 squadre esentate dalla prima fase (Arezzo, Ascoli, Avellino, Catania, Livorno, Lumezzane, Monza, Pescara, Prato, Treviso) si affrontano con il criterio della doppia gara (andata e ritorno) con i canonici criteri per la determinazione della squadra vincente alla fine del doppio scontro, per dar vita via via a sedicesimi, ottavi, quarti e semifinali, quindi le due finali.

## Fase eliminatoria a gironi

### Girone A
| Squadra         | P.ti | G | V | N | P | GF | GS | DR |
| --------------- | ---- | - | - | - | - | -- | -- | -- |
| 1. Biellese     | 9    | 4 | 3 | 0 | 1 | 11 | 7  | +4 |
| 2. Varese       | 9    | 4 | 3 | 0 | 1 | 8  | 5  | +3 |
| 3. Pro Patria   | 7    | 4 | 2 | 1 | 1 | 4  | 4  | 0  |
| 4. Legnano      | 3    | 4 | 1 | 0 | 3 | 3  | 5  | -2 |
| 5. Pro Vercelli | 1    | 4 | 0 | 1 | 3 | 2  | 7  | -5 |

| 12 agosto 2001 | Legnano | 0 – 1 | Pro Patria |  |

| 12 agosto 2001 | Varese | 3 – 2 | Biellese |  |

| 19 agosto 2001 | Pro Patria | 2 – 0 | Varese |  |

| 19 agosto 2001 | Pro Vercelli | 0 – 1 | Legnano |  |

| 22 agosto 2001 | Biellese | 4 – 1 | Pro Patria |  |

| 22 agosto 2001 | Varese | 3 – 0 | Pro Vercelli |  |

| 26 agosto 2001 | Legnano | 1 – 2 | Varese |  |

| 26 agosto 2001 | Pro Vercelli | 2 – 3 | Biellese |  |

| 29 agosto 2001 | Biellese | 2 – 1 | Legnano |  |

| 29 agosto 2001 | Pro Patria | 0 – 0 | Pro Vercelli |  |

### Girone B
| Squadra            | P.ti | G | V | N | P | GF | GS | DR |
| ------------------ | ---- | - | - | - | - | -- | -- | -- |
| 1. Alzano Virescit | 7    | 4 | 2 | 1 | 1 | 4  | 3  | +1 |
| 2. Lecco           | 7    | 4 | 2 | 1 | 1 | 3  | 2  | +1 |
| 3. Novara          | 5    | 4 | 1 | 2 | 1 | 5  | 5  | 0  |
| 4. Valenzana       | 5    | 4 | 1 | 2 | 1 | 5  | 6  | -1 |
| 5. Alessandria     | 3    | 4 | 1 | 0 | 3 | 5  | 6  | -1 |

| 12 agosto 2001 | Alessandria | 0 – 1 | Lecco |  |

| 12 agosto 2001 | Novara | 0 – 1 | Alzano Virescit |  |

| 19 agosto 2001 | Alzano Virescit | 1 – 1 | Valenzana |  |

| 19 agosto 2001 | Lecco | 0 – 0 | Novara |  |

| 22 agosto 2001 | Novara | 3 – 2 | Alessandria |  |

| 22 agosto 2001 | Valenzana | 2 – 1 | Lecco |  |

| 26 agosto 2001 | Alessandria | 2 – 0 | Valenzana |  |

| 26 agosto 2001 | Lecco | 1 – 0 | Alzano Virescit |  |

| 29 agosto 2001 | Alzano Virescit | 2 – 1 | Alessandria |  |

| 29 agosto 2001 | Valenzana | 2 – 2 | Novara |  |

### Girone C
| Squadra        | P.ti | G | V | N | P | GF | GS | DR |
| -------------- | ---- | - | - | - | - | -- | -- | -- |
| 1. AlbinoLeffe | 9    | 4 | 3 | 0 | 1 | 6  | 3  | +3 |
| 2. Montichiari | 9    | 4 | 3 | 0 | 1 | 7  | 5  | +2 |
| 3. Pro Sesto   | 7    | 4 | 2 | 1 | 1 | 6  | 3  | +3 |
| 4. Pavia       | 4    | 4 | 1 | 1 | 2 | 8  | 9  | -1 |
| 5. Meda        | 0    | 4 | 0 | 0 | 4 | 5  | 12 | -7 |

| 12 agosto 2001 | Meda | 2 – 3 | Pavia |  |

| 12 agosto 2001 | Pro Sesto | 0 – 1 | AlbinoLeffe |  |

| 19 agosto 2001 | AlbinoLeffe | 0 – 1 | Montichiari |  |

| 19 agosto 2001 | Pavia | 1 – 1 | Pro Sesto |  |

| 22 agosto 2001 | Montichiari | 3 – 2 | Pavia |  |

| 22 agosto 2001 | Pro Sesto | 4 – 1 | Meda |  |

| 26 agosto 2001 | Meda | 2 – 3 | Montichiari |  |

| 26 agosto 2001 | Pavia | 2 – 3 | AlbinoLeffe |  |

| 29 agosto 2001 | AlbinoLeffe | 2 – 0 | Meda |  |

| 29 agosto 2001 | Montichiari | 0 – 1 | Pro Sesto |  |

### Girone D
| Squadra      | P.ti | G | V | N | P | GF | GS | DR |
| ------------ | ---- | - | - | - | - | -- | -- | -- |
| 1. Triestina | 7    | 4 | 2 | 1 | 1 | 4  | 3  | +1 |
| 2. Thiene    | 7    | 4 | 2 | 1 | 1 | 7  | 3  | +4 |
| 3. Südtirol  | 5    | 4 | 1 | 2 | 1 | 4  | 5  | -1 |
| 4. Padova    | 4    | 4 | 1 | 1 | 2 | 2  | 5  | -3 |
| 5. Mestre    | 4    | 4 | 1 | 1 | 2 | 3  | 4  | -1 |

| 12 agosto 2001 | Mestre | 1 – 1 | Triestina |  |

| 12 agosto 2001 | Padova | 0 – 0 | Südtirol |  |

| 19 agosto 2001 | Südtirol | 1 – 1 | Thiene |  |

| 19 agosto 2001 | Triestina | 3 – 0 | Padova |  |

| 22 agosto 2001 | Padova | 1 – 0 | Mestre |  |

| 22 agosto 2001 | Thiene | 1 – 0 | Triestina |  |

| 26 agosto 2001 | Mestre | 1 – 0 | Thiene |  |

| 26 agosto 2001 | Triestina | 3 – 1 | Südtirol |  |

| 29 agosto 2001 | Südtirol | 2 – 1 | Mestre |  |

| 29 agosto 2001 | Thiene | 2 – 1 | Padova |  |

### Girone E
| Squadra      | P.ti | G | V | N | P | GF | GS | DR |
| ------------ | ---- | - | - | - | - | -- | -- | -- |
| 1. SPAL      | 7    | 4 | 2 | 1 | 1 | 8  | 3  | +5 |
| 2. Mantova   | 7    | 4 | 2 | 1 | 1 | 5  | 5  | 0  |
| 3. Cremonese | 7    | 4 | 2 | 1 | 1 | 5  | 5  | 0  |
| 4. Poggese   | 5    | 4 | 1 | 2 | 1 | 5  | 4  | +1 |
| 5. Trento    | 1    | 4 | 0 | 1 | 3 | 2  | 8  | -6 |

| 12 agosto 2001 | Poggese | 0 – 1 | Cremonese |  |

| 12 agosto 2001 | SPAL | 1 – 2 | Mantova |  |

| 19 agosto 2001 | Cremonese | 1 – 1 | Lecco |  |

| 19 agosto 2001 | Mantova | 2 – 2 | Poggese |  |

| 22 agosto 2001 | Poggese | 0 – 0 | SPAL |  |

| 22 agosto 2001 | Trento | 0 – 1 | Mantova |  |

| 26 agosto 2001 | Mantova | 0 – 2 | Cremonese |  |

| 26 agosto 2001 | SPAL | 3 – 0 | Trento |  |

| 29 agosto 2001 | Cremonese | 1 – 4 | SPAL |  |

| 29 agosto 2001 | Trento | 1 – 3 | Poggese |  |

### Girone F
| Squadra        | P.ti | G | V | N | P | GF | GS | DR |
| -------------- | ---- | - | - | - | - | -- | -- | -- |
| 1. Spezia      | 8    | 4 | 2 | 2 | 0 | 8  | 5  | +3 |
| 2. Reggiana    | 6    | 4 | 2 | 0 | 2 | 8  | 6  | +2 |
| 3. Brescello   | 6    | 4 | 2 | 0 | 2 | 8  | 8  | 0  |
| 4. Fiorenzuola | 4    | 4 | 1 | 1 | 2 | 5  | 4  | +1 |
| 5. Carrarese   | 4    | 4 | 1 | 1 | 2 | 3  | 5  | -2 |

| 12 agosto 2001 | Fiorenzuola | 1 – 4 | Reggiana |  |

| 12 agosto 2001 | Spezia | 1 – 1 | Carrarese |  |

| 19 agosto 2001 | Brescello | 2 – 1 | Fiorenzuola |  |

| 19 agosto 2001 | Reggiana | 0 – 1 | Spezia |  |

| 22 agosto 2001 | Carrarese | 2 – 1 | Reggiana |  |

| 22 agosto 2001 | Spezia | 4 – 3 | Brescello |  |

| 26 agosto 2001 | Brescello | 1 – 0 | Carrarese |  |

| 26 agosto 2001 | Fiorenzuola | 1 – 1 | Spezia |  |

| 29 agosto 2001 | Carrarese | 0 – 2 | Fiorenzuola |  |

| 29 agosto 2001 | Reggiana | 3 – 2 | Brescello |  |

### Girone G
| Squadra       | P.ti | G | V | N | P | GF | GS | DR |
| ------------- | ---- | - | - | - | - | -- | -- | -- |
| 1. Rimini     | 7    | 4 | 2 | 1 | 1 | 8  | 6  | +2 |
| 2. Faenza     | 7    | 4 | 2 | 1 | 1 | 5  | 3  | +2 |
| 3. Cesena     | 6    | 4 | 2 | 0 | 2 | 9  | 8  | +1 |
| 4. San Marino | 6    | 4 | 2 | 0 | 2 | 5  | 6  | -1 |
| 5. Imolese    | 3    | 4 | 1 | 0 | 3 | 4  | 8  | -4 |

| 12 agosto 2001 | Faenza | 2 – 3 | Cesena |  |

| 12 agosto 2001 | San Marino | 2 – 3 | Rimini |  |

| 19 agosto 2001 | Cesena | 1 – 2 | San Marino |  |

| 19 agosto 2001 | Rimini | 4 – 1 | Imolese |  |

| 22 agosto 2001 | Imolese | 3 – 2 | Cesena |  |

| 22 agosto 2001 | San Marino | 0 – 2 | Faenza |  |

| 26 agosto 2001 | Cesena | 3 – 1 | Rimini |  |

| 26 agosto 2001 | Faenza | 1 – 0 | Imolese |  |

| 29 agosto 2001 | Imolese | 0 – 1 | San Marino |  |

| 29 agosto 2001 | Rimini | 0 – 0 | Faenza |  |

### Girone H
| Squadra        | P.ti | G | V | N | P | GF | GS | DR |
| -------------- | ---- | - | - | - | - | -- | -- | -- |
| 1. Lucchese    | 10   | 4 | 3 | 1 | 0 | 6  | 2  | +4 |
| 2. Viareggio   | 9    | 4 | 3 | 0 | 1 | 7  | 5  | +2 |
| 3. Castelnuovo | 5    | 4 | 1 | 2 | 1 | 4  | 5  | -1 |
| 4. Rondinella  | 2    | 4 | 0 | 2 | 2 | 2  | 5  | -3 |
| 5. Sassuolo    | 1    | 4 | 0 | 1 | 3 | 2  | 5  | -3 |

| 12 agosto 2001 | Castelnuovo | 1 – 0 | Sassuolo |  |

| 12 agosto 2001 | Viareggio | 0 – 1 | Lucchese |  |

| 19 agosto 2001 | Lucchese | 1 – 1 | Castelnuovo |  |

| 19 agosto 2001 | Sassuolo | 1 – 1 | Rondinella |  |

| 22 agosto 2001 | Castelnuovo | 2 – 4 | Viareggio |  |

| 22 agosto 2001 | Rondinella | 1 – 3 | Lucchese |  |

| 26 agosto 2001 | Lucchese | 1 – 0 | Sassuolo |  |

| 26 agosto 2001 | Viareggio | 1 – 0 | Rondinella |  |

| 29 agosto 2001 | Rondinella | 0 – 0 | Castelnuovo |  |

| 29 agosto 2001 | Sassuolo | 1 – 2 | Viareggio |  |

### Girone I
| Squadra          | P.ti | G | V | N | P | GF | GS | DR |
| ---------------- | ---- | - | - | - | - | -- | -- | -- |
| 1. Pisa          | 8    | 4 | 2 | 2 | 0 | 4  | 2  | +2 |
| 2. Sangiovannese | 7    | 4 | 2 | 1 | 1 | 3  | 1  | +2 |
| 3. Gubbio        | 6    | 4 | 2 | 0 | 2 | 4  | 4  | 0  |
| 4. Poggibonsi    | 4    | 4 | 1 | 1 | 2 | 2  | 2  | 0  |
| 5. Montevarchi   | 3    | 4 | 1 | 0 | 3 | 2  | 5  | -3 |

| 12 agosto 2001 | Pisa | 2 – 1 | Gubbio |  |

| 12 agosto 2001 | Sangiovannese | 1 – 0 | Poggibonsi |  |

| 19 agosto 2001 | Montevarchi | 0 – 2 | Sangiovannese |  |

| 19 agosto 2001 | Poggibonsi | 1 – 1 | Pisa |  |

| 22 agosto 2001 | Gubbio | 1 – 0 | Poggibonsi |  |

| 22 agosto 2001 | Pisa | 1 – 0 | Montevarchi |  |

| 26 agosto 2001 | Montevarchi | 2 – 1 | Gubbio |  |

| 26 agosto 2001 | Sangiovannese | 0 – 0 | Pisa |  |

| 29 agosto 2001 | Gubbio | 1 – 0 | Sangiovannese |  |

| 29 agosto 2001 | Poggibonsi | 1 – 0 | Montevarchi |  |

### Girone L
| Squadra           | P.ti | G | V | N | P | GF | GS | DR |
| ----------------- | ---- | - | - | - | - | -- | -- | -- |
| 1. Gualdo         | 8    | 4 | 2 | 2 | 0 | 5  | 5  | 0  |
| 2. Viterbese      | 6    | 4 | 2 | 0 | 2 | 4  | 3  | +1 |
| 3. Fermana        | 6    | 4 | 1 | 3 | 0 | 3  | 2  | +1 |
| 4. Sambenedettese | 5    | 4 | 1 | 2 | 1 | 3  | 3  | 0  |
| 5. Vis Pesaro     | 2    | 4 | 0 | 2 | 2 | 2  | 4  | -2 |

| 12 agosto 2001 | Gualdo | 2 – 1 | Sambenedettese |  |

| 12 agosto 2001 | Viterbese | 0 – 1 | Fermana |  |

| 19 agosto 2001 | Fermana | 1 – 1 | Gualdo |  |

| 19 agosto 2001 | Vis Pesaro | 1 – 2 | Viterbese |  |

| 22 agosto 2001 | Gualdo | 2 – 1 | Vis Pesaro |  |

| 22 agosto 2001 | Sambenedettese | 1 – 1 | Fermana |  |

| 26 agosto 2001 | Vis Pesaro | 0 – 0 | Sambenedettese |  |

| 26 agosto 2001 | Viterbese | 2 – 0 | Gualdo |  |

| 29 agosto 2001 | Fermana | 0 – 0 | Vis Pesaro |  |

| 29 agosto 2001 | Sambenedettese | 1 – 0 | Viterbese |  |

### Girone M
| Squadra       | P.ti | G | V | N | P | GF | GS | DR |
| ------------- | ---- | - | - | - | - | -- | -- | -- |
| 1. Torres     | 8    | 4 | 2 | 2 | 0 | 7  | 3  | +4 |
| 2. L'Aquila   | 7    | 4 | 2 | 1 | 1 | 9  | 6  | +3 |
| 3. Lodigiani  | 5    | 4 | 1 | 2 | 1 | 4  | 5  | -1 |
| 4. Giulianova | 3    | 4 | 0 | 3 | 1 | 4  | 6  | -2 |
| 5. Teramo     | 2    | 4 | 0 | 2 | 2 | 5  | 9  | -4 |

| 12 agosto 2001 | Giulianova | 2 – 2 | Torres |  |

| 12 agosto 2001 | Lodigiani | 2 – 1 | Teramo |  |

| 19 agosto 2001 | L'Aquila | 3 – 1 | Lodigiani |  |

| 19 agosto 2001 | Teramo | 1 – 1 | Giulianova |  |

| 22 agosto 2001 | Giulianova | 0 – 2 | L'Aquila |  |

| 22 agosto 2001 | Torres | 3 – 0 | Teramo |  |

| 26 agosto 2001 | Torres | 0 – 0 | Lodigiani |  |

| 26 agosto 2001 | Teramo | 3 – 3 | L'Aquila |  |

| 29 agosto 2001 | L'Aquila | 1 – 2 | Torres |  |

| 29 agosto 2001 | Lodigiani | 1 – 1 | Giulianova |  |

### Girone N
| Squadra             | P.ti | G | V | N | P | GF | GS | DR |
| ------------------- | ---- | - | - | - | - | -- | -- | -- |
| 1. Chieti           | 9    | 4 | 3 | 0 | 1 | 9  | 3  | +6 |
| 2. Lanciano         | 9    | 4 | 3 | 0 | 1 | 7  | 4  | +3 |
| 3. Castel di Sangro | 6    | 4 | 2 | 0 | 2 | 7  | 5  | +2 |
| 4. Puteolana        | 3    | 4 | 1 | 0 | 3 | 4  | 9  | -5 |
| 5. Campobasso       | 3    | 4 | 1 | 0 | 3 | 5  | 11 | -6 |

| 12 agosto 2001 | Campobasso | 2 – 3 | Lanciano |  |

| 12 agosto 2001 | Castel di Sangro | 2 – 1 | Puteolana |  |

| 19 agosto 2001 | Campobasso | 3 – 2 | Castel di Sangro |  |

| 19 agosto 2001 | Chieti | 4 – 0 | Puteolana |  |

| 22 agosto 2001 | Castel di Sangro | 3 – 0 | Chieti |  |

| 22 agosto 2001 | Puteolana | 1 – 3 | Lanciano |  |

| 26 agosto 2001 | Chieti | 4 – 0 | Campobasso |  |

| 26 agosto 2001 | Lanciano | 1 – 0 | Castel di Sangro |  |

| 29 agosto 2001 | Lanciano | 0 – 1 | Chieti |  |

| 29 agosto 2001 | Puteolana | 2 – 0 | Campobasso |  |

### Girone O
| Squadra           | P.ti | G | V | N | P | GF | GS | DR  |
| ----------------- | ---- | - | - | - | - | -- | -- | --- |
| 1. Frosinone      | 8    | 4 | 2 | 2 | 0 | 9  | 1  | +8  |
| 2. Giugliano      | 7    | 4 | 2 | 1 | 1 | 7  | 3  | +4  |
| 3. Sora           | 7    | 4 | 2 | 1 | 1 | 7  | 5  | +2  |
| 4. Palmese        | 6    | 4 | 2 | 0 | 2 | 9  | 7  | +2  |
| 5. Sant'Anastasia | 0    | 4 | 0 | 0 | 4 | 3  | 19 | -16 |

| 12 agosto 2001 | Frosinone | 1 – 1 | Giugliano |  |

| 12 agosto 2001 | Sant'Anastasia | 1 – 6 | Palmese |  |

| 19 agosto 2001 | Giugliano | 2 – 0 | Sora |  |

| 19 agosto 2001 | Palmese | 0 – 2 | Frosinone |  |

| 22 agosto 2001 | Frosinone | 6 – 0 | Sant'Anastasia |  |

| 22 agosto 2001 | Sora | 4 – 1 | Palmese |  |

| 26 agosto 2001 | Palmese | 2 – 0 | Giugliano |  |

| 26 agosto 2001 | Sant'Anastasia | 2 – 3 | Sora |  |

| 29 agosto 2001 | Giugliano | 4 – 0 | Sant'Anastasia |  |

| 29 agosto 2001 | Sora | 0 – 0 | Frosinone |  |

### Girone P
| Squadra           | P.ti | G | V | N | P | GF | GS | DR |
| ----------------- | ---- | - | - | - | - | -- | -- | -- |
| 1. Fidelis Andria | 7    | 4 | 2 | 1 | 1 | 6  | 1  | +5 |
| 2. Fasano         | 7    | 4 | 2 | 1 | 1 | 5  | 7  | -2 |
| 3. Benevento      | 6    | 4 | 2 | 0 | 2 | 7  | 9  | -2 |
| 4. Foggia         | 4    | 4 | 1 | 1 | 2 | 7  | 4  | +3 |
| 5. Cavese         | 4    | 4 | 1 | 1 | 2 | 5  | 9  | -4 |

| 12 agosto 2001 | Fidelis Andria | 3 – 0 | Cavese |  |

| 12 agosto 2001 | Foggia | 5 – 0 | Fasano |  |

| 19 agosto 2001 | Cavese | 1 – 0 | Foggia |  |

| 19 agosto 2001 | Fasano | 2 – 0 | Sporting Benevento |  |

| 22 agosto 2001 | Cavese | 2 – 2 | Fasano |  |

| 22 agosto 2001 | Fidelis Andria | 3 – 0 | Sporting Benevento |  |

| 26 agosto 2001 | Sporting Benevento | 4 – 2 | Cavese |  |

| 26 agosto 2001 | Foggia | 0 – 0 | Fidelis Andria |  |

| 29 agosto 2001 | Sporting Benevento | 3 – 2 | Foggia |  |

| 29 agosto 2001 | Fasano | 1 – 0 | Fidelis Andria |  |

### Girone Q
| Squadra             | P.ti | G | V | N | P | GF | GS | DR |
| ------------------- | ---- | - | - | - | - | -- | -- | -- |
| 1. Taranto          | 8    | 4 | 2 | 2 | 0 | 9  | 7  | +2 |
| 2. Atletico Tricase | 8    | 4 | 2 | 2 | 0 | 4  | 2  | +2 |
| 3. Nocerina         | 4    | 4 | 1 | 1 | 2 | 5  | 6  | -1 |
| 4. Nardò            | 3    | 4 | 0 | 3 | 1 | 4  | 5  | -1 |
| 5. Martina          | 2    | 4 | 0 | 2 | 2 | 3  | 5  | -2 |

| 12 agosto 2001 | Taranto | 2 – 1 | Martina |  |

| 12 agosto 2001 | Tricase | 0 – 0 | Nardò |  |

| 19 agosto 2001 | Martina | 1 – 2 | Tricase |  |

| 19 agosto 2001 | Nardò | 1 – 2 | Nocerina |  |

| 22 agosto 2001 | Nocerina | 1 – 1 | Martina |  |

| 22 agosto 2001 | Tricase | 1 – 1 | Taranto |  |

| 26 agosto 2001 | Martina | 0 – 0 | Nardò |  |

| 26 agosto 2001 | Taranto | 3 – 2 | Nocerina |  |

| 29 agosto 2001 | Nardò | 3 – 3 | Taranto |  |

| 29 agosto 2001 | Nocerina | 0 – 1 | Tricase |  |

### Girone R
| Squadra        | P.ti | G | V | N | P | GF | GS | DR |
| -------------- | ---- | - | - | - | - | -- | -- | -- |
| 1. Catanzaro   | 8    | 4 | 2 | 2 | 0 | 3  | 1  | +2 |
| 2. Gela J.T.   | 5    | 4 | 1 | 2 | 1 | 4  | 3  | +1 |
| 3. Acireale    | 4    | 4 | 1 | 1 | 2 | 2  | 2  | 0  |
| 4. Paternò     | 3    | 4 | 0 | 3 | 1 | 3  | 5  | -2 |
| 5. Igea Virtus | 3    | 4 | 0 | 3 | 1 | 2  | 4  | -2 |

| 12 agosto 2001 | Gela J.T. | 0 – 0 | Acireale |  |

| 12 agosto 2001 | Igea Virtus | 0 – 0 | Paternò |  |

| 19 agosto 2001 | Acireale | 1 – 1 | Igea Virtus |  |

| 19 agosto 2001 | Catanzaro | 1 – 0 | Gela J.T. |  |

| 22 agosto 2001 | Igea Virtus | 0 – 0 | Catanzaro |  |

| 22 agosto 2001 | Paternò | 1 – 1 | Acireale |  |

| 26 agosto 2001 | Catanzaro | 2 – 1 | Paternò |  |

| 26 agosto 2001 | Gela J.T. | 3 – 1 | Igea Virtus |  |

| 29 agosto 2001 | Acireale | 0 – 0 | Catanzaro |  |

| 29 agosto 2001 | Paternò | 1 – 1 | Gela J.T. |  |

## Fase ad eliminazione diretta

### Sedicesimi di finale
| Squadra 1        | Totale | Squadra 2       | Andata     | Ritorno    |
| ---------------- | ------ | --------------- | ---------- | ---------- |
|                  |        |                 | 10.10.2001 | 24.10.2001 |
| Arezzo           | 2 - 1  | Ascoli          | 1 - 0      | 1 - 1      |
| Biellese         | 0 - 4  | AlbinoLeffe     | 0 - 3      | 0 - 1      |
| Catanzaro        | 3 - 2  | Catania         | 2 - 0      | 1 - 2      |
| Fidelis Andria   | 0 - 7  | Chieti          | 0 - 3      | 0 - 4      |
| Frosinone        | 0 - 5  | Torres          | 0 - 1      | 0 - 4      |
| Giugliano        | 2 - 2  | Avellino        | 2 - 1      | 0 - 1      |
| Livorno          | 2 - 1  | Gualdo          | 1 - 1      | 1 - 0      |
| Lumezzane        | 6 - 5  | SPAL            | 3 - 3      | 3 - 2      |
| Montichiari      | 1 - 4  | Alzano Virescit | 1 - 1      | 0 - 3      |
| Pescara          | 2 - 0  | Taranto         | 1 - 0      | 1 - 0      |
| Prato            | 6 - 6  | Lucchese        | 3 - 1      | 3 - 5      |
| Rimini           | 1 - 3  | Spezia          | 0 - 1      | 1 - 2      |
| Atletico Tricase | 2 - 4  | Lanciano        | 2 - 3      | 0 - 1      |
| Triestina        | 2 - 4  | Treviso         | 1 - 2      | 1 - 2      |
| Varese           | 3 - 4  | Monza           | 1 - 1      | 2 - 3      |
| Viareggio        | 1 - 10 | Pisa            | 1 - 4      | 0 - 6      |

### Ottavi di finale
| Squadra 1       | Totale | Squadra 2   | Andata     | Ritorno    |
| --------------- | ------ | ----------- | ---------- | ---------- |
|                 |        |             | 14.11.2001 | 05.12.2001 |
| Alzano Virescit | 3 - 3  | Lumezzane   | 2 - 2      | 1 - 1      |
| Avellino        | 3 - 5  | Catanzaro   | 2 - 1      | 1 - 4      |
| Livorno         | 3 - 1  | Arezzo      | 2 - 0      | 1 - 1      |
| Monza           | 2 - 2  | AlbinoLeffe | 2 - 1      | 0 - 1      |
| Pescara         | 2 - 0  | Lanciano    | 1 - 0      | 1 - 0      |
| Prato           | 1 - 1  | Pisa        | 0 - 0      | 1 - 1      |
| Torres          | 1 - 3  | Chieti      | 1 - 1      | 0 - 2      |
| Spezia          | 2 - 1  | Treviso     | 0 - 0      | 2 - 1      |

### Quarti di finale
| Squadra 1   | Totale | Squadra 2 | Andata     | Ritorno    |
| ----------- | ------ | --------- | ---------- | ---------- |
|             |        |           | 23.01.2002 | 06.02.2002 |
| Livorno     | 3 - 2  | Pescara   | 2 - 0      | 1 - 2      |
| AlbinoLeffe | 5 - 3  | Prato     | 3 - 1      | 2 - 2      |
| Catanzaro   | 1 - 3  | Chieti    | 1 - 1      | 0 - 2      |
| Lumezzane   | 3 - 4  | Spezia    | 3 - 3      | 0 - 1      |

### Semifinali
| Squadra 1 | Totale | Squadra 2   | Andata     | Ritorno    |
| --------- | ------ | ----------- | ---------- | ---------- |
|           |        |             | 20.02.2002 | 06.03.2002 |
| Chieti    | 1 - 5  | Livorno     | 1 - 3      | 0 - 2      |
| Spezia    | 1 - 3  | AlbinoLeffe | 1 - 0      | 0 - 3      |

### Finale
| Squadra 1   | Totale | Squadra 2 | Andata     | Ritorno     |
| ----------- | ------ | --------- | ---------- | ----------- |
|             |        |           | 20.03.2002 | 25.04.2002  |
| AlbinoLeffe | 4 - 4  | Livorno   | 2 - 1      | 2 - 3 (dts) |

| Arbitro: | Brunialti (Trento) |

|                        |           |           |
| Garlini 4’ Beretta 52’ | Marcatori | 45’ Basso |

| Arbitro: | Romeo (Verona) |

|                                           |           |                                 |
| Serafini 46’ Protti 87’ (rig.) Basso 107’ | Marcatori | 37’ (rig.) Bonazzi 111’ Garlini |

### Tabellini finale

#### Andata
AlbinoLeffe: Pansera, Gi. Biava  (70' Teani), Sonzogni, Lanzara, Garlini, Picinali (66' Damiani), Del Prato (46' Poloni), Colombo, Groppi, Comi , Beretta . All. Gustinetti.
Livorno: Palmieri, Melara, Fanucci, Perna, Mezzanotti, Stefani (7' Gelsi), Doga (70' Piovani), Martino, Serafini, Basso, Scichilone. All. Jaconi.

#### Ritorno
Livorno: Amelia, Martino , Melara, Perna , Doga, Gelsi (92' Grauso), Stefani (66' Mezzanotti), Serafini, Piovani, Basso, Scichilone (77' Protti). All. Jaconi.
AlbinoLeffe: Acerbis , Gi. Biava  (77' Damiani), Teani, Sonzogni, Lanzara, Garlini, Colombo  (84' Picinali), Del Prato, Groppi , Bonazzi (68' Beretta), Comi. All. Gustinetti.